# Socialdemokratiska partiet i Östtyskland
Sozialdemokratische Partei in der DDR (SDP, senare SPD) var ett politiskt parti som bildades under die Wende i Östtyskland. Det grundades utanför Berlin i oktober 1989 och gick samman med Tysklands socialdemokratiska parti (SPD) 26 september 1990.
Partiet grundades på initiativ av teologerna Markus Meckel och Martin Gutzeit som gjorde det organisatoriska förarbetet. I april 1989 gjordes ett första utkast till ett grundandeupprop som offentliggjordes i augusti 1989 i Berlin. Det var underskrivet av Meckel, Gutzeit, Ibrahim Böhme och Arndt Noack. På den grundande samlingen i prästgården i Schwante utanför Berlin deltog 40-50 personer, huvudsakligen från Berlin och södra DDR. Runt om i DDR bildades regiongrupper. Förkortningen SDP ändrades senare till SPD för att sammanknyta partiet med sin västtyska motsvarighet. Vid de första fria valen i DDR 1990 fick man 21,7 %.